# Skjold (parochie)
Skjold is een parochie van de Deense Volkskerk in de  Deense gemeente Hedensted. De parochie maakt deel uit van het bisdom Haderslev en telt 541 kerkleden op een bevolking van 578 (2004).
Historisch hoort de parochie tot de herred Bjerre. In 1970 werd de parochie opgenomen in de nieuwe gemeente Juelsminde. Deze ging in 2007 op in de vergrote gemeente Hedensted.